# Wilhelm von Hohenau
Wilhelm von Hohenau (27 de noviembre de 1884-11 de abril de 1957) fue un jinete alemán que compitió en la modalidad de salto ecuestre. Participó en los Juegos Olímpicos de Estocolmo 1912, obteniendo una medalla de bronce en la prueba por equipos.

## Palmarés internacional
| Juegos Olímpicos | Juegos Olímpicos   | Juegos Olímpicos  | Juegos Olímpicos |
| Año              | Lugar              | Medalla           | Categoría        |
| ---------------- | ------------------ | ----------------- | ---------------- |
| 1912             | Estocolmo (Suecia) | Medalla de bronce | Por equipos      |